# Real de minas

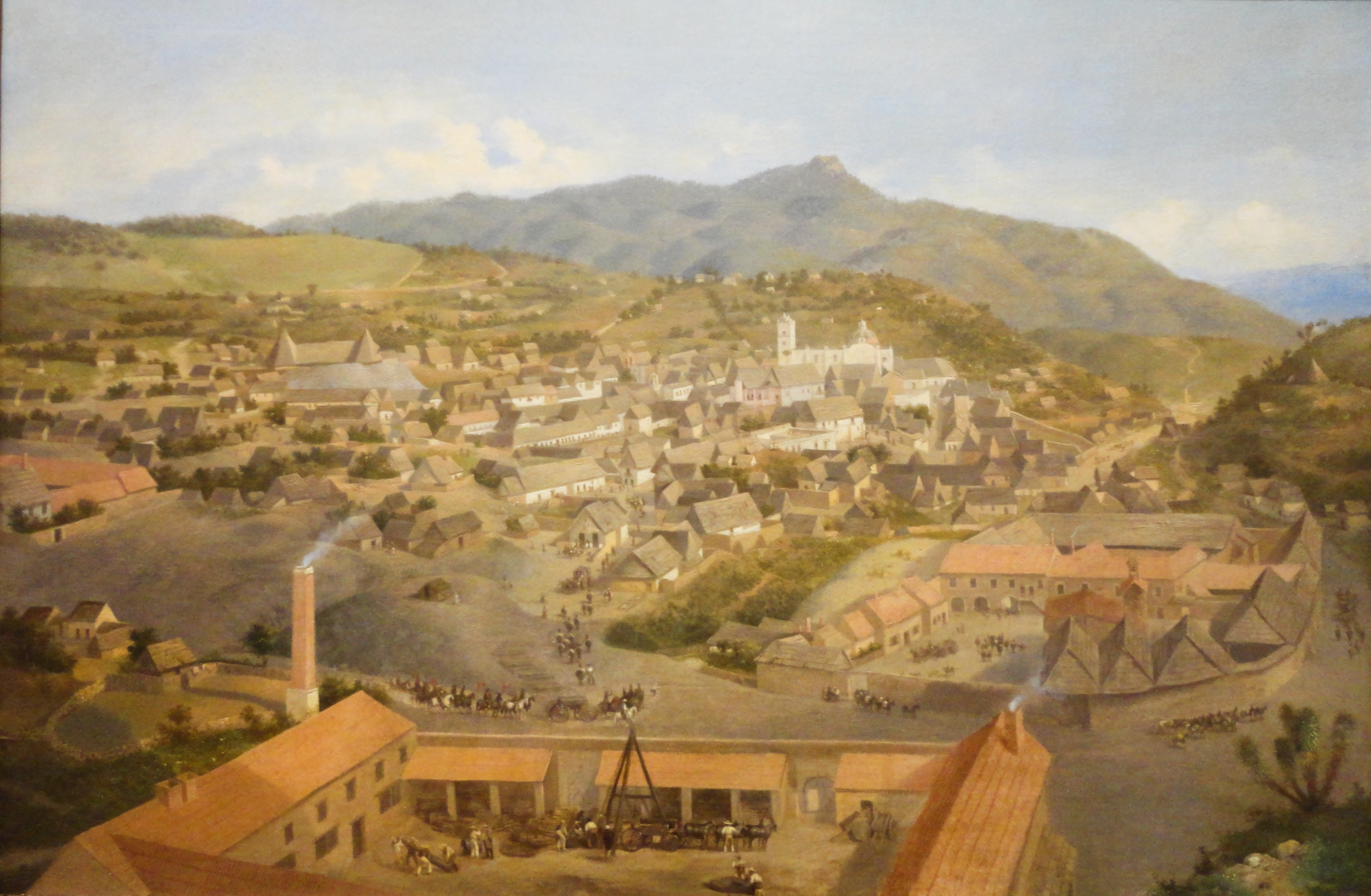
Pintura de cómo lucía el Real de Minas del Monte, actual Real del Monte, Hidalgo.

Un Real de Minas o Mineral, era la categoría y título que se le daba a una localidad o distrito que su actividad económica principal era la minería. Fue instituido por la corona española en Hispanoamérica para promover actividades económicas a partir de la extracción de minerales. La mina era un complejo social y productivo en el que además de la prioritaria producción minera se realizaban otras actividades, en lugares como los platanares y las "playas", terrenos donde se cultivaba caña de azúcar y se producían aguardientes.
Entre los más conocidos se pueden citar el de Huancavelica (Perú), los de la Provincia de Popayán (Nueva Granada) y los de Nueva España

## Nueva España
El nombramiento lo daban las autoridades españolas en la época de la colonización y evangelización de la Nueva España (lo que actualmente es México), dándose más comúnmente en el noroeste del país.
Apareció por primera vez en el siglo XVI, al fundarse el Real de Minas de Las Vírgenes en la antigua provincia de Culiacán. Después, el explorador Francisco de Ibarra fundó otros Reales de Minas en la extinta provincia de San Sebastián, como los Reales de Minas de Pánuco, Copala, Maloya y San Marcial.
Al tener tal categoría, las autoridades de la localidad además de ejercer las funciones judiciales, fiscales, militares y gubernamentales, debían aplicar medidas óptimas para lograr un incremento en la producción de metales y minerales con firmeza y sagacidad. Los Reales de Minas se caracterizaban por ser comunidades prósperas y de desarrollo rápido, lo que se reflejaba también en su arquitectura colonial y civil.
Las leyes españolas establecían que el subsuelo y sus riquezas eran propiedad del rey, quien cedía las ganancias de las minas a cambio de la quinta parte del metal que se extraía. Los yacimientos de mineral podían ser propiedad tanto de una compañía, como del gobierno o como de algún ciudadano que lo descubrió dentro de su terreno, por lo que era obligación del alcalde controlar que estuvieran activas las minas y que se rindieran cuentas. Es decir, se pagara el impuesto del "real quinto" a alguna población donde hubiera una Real Caja. Si una mina no era trabajada por cuatro meses o más, otra persona o compañía podía reclamarla al alcalde y pedirla.
Gracias a la extracción, en los Reales de Minas se reforzó también el comercio, ya que los comerciantes abastecían a la comunidad de productos de consumo necesario y que también funcionaban como prestamistas de muchos mineros, estos comerciantes trabajan en conjunto con almacenistas de la Ciudad de México. En el siglo XVII bajó el capital de los mineros al caer la producción minera, por lo que tuvieron que pedir a los comerciantes por adelantado mercancías con las que se les pagaba a los obreros, ya que en el noroeste no circulaba la moneda. Al hacer esto, el minero se comprometía para que le entregara la plata producida al comerciante, misma que remitía a México para pagar las importaciones. Así, la plata del noroeste salía rápidamente de la región sin dejar mayores beneficios.
A mediados de ese mismo siglo se descubrieron otras minas de mayor importancia, como El Rosario en 1655, Álamos en 1683, y Cosalá, lugares que lograron que ser regiones muy importantes en muchos aspectos, a diferencia de los Minerales anteriores. Fue entonces cuando los Reales de Minas dieron a las provincias del noroeste el carácter de región minera, y la actividad llegó a tener amplia influencia en la estructuración de la economía regional en los próximos dos siglos. En la actualidad, son pocas las localidades que se conservaron ese título, debido a la urbanización de las localidades y el encuentro con nuevas actividades económicas con el paso del tiempo.